# Бразил (филм)
Бразил (енгл. Brazil) је дистопијска црна комедија из 1985. године, режисера Терија Гилијама, који је и написао сценарио заједно са Томом Стопардом и Чарлсом Макиуном. Главне улоге у филму тумаче Џонатан Прајс, Роберт де Ниро, Кетрин Хелмонд, Ијан Холм, Боб Хоскинс, Мајкл Пејлин, Ијан Ричардсон, Питер Вон и Ким Грајст.
Филм прати Сема Лоурија, бирократу нижег ранга који покушава да пронађе жену која се појављује у његовим сновима док ради на заморном послу и живи у малом стану, а смештен је у дистопијски свет у коме се људи ослањају на лоше одржаване (и прилично ћудљиве) машине. Бразил је сатира технократије, бирократије, хипер-надзора, корпоратизма и државног капитализма, при чему подсећа на роман Хиљаду деветсто осамдесет четврта Џорџа Орвела и називан је кафкијанским и апсурдистичким.
Британски национални биоскоп (1997) Саре Стрит описује филм као „фантазију/сатиру о бирократском друштву”, а Груби водич кроз научнофантастичне филмове (2005) Џона Скалзија описује га као „дистопијску сатиру”. Џек Метјуз, филмски критичар и аутор Битке за Бразил (1987), описао је филм као „сатиру бирократског, углавном нефункционалног индустријског света који је излуђивао Гилијама целог живота”. Упркос наслову, филм није о земљи Бразил нити се тамо одиграва; назван је по тематској песми Арија Бароза „Aquarela do Brasil”, која је британској публици позната једноставно као „Бразил”, у извођењу Џефа Малдора.
Иако је остварио успех у Европи, филм је био неуспешан у свом првобитном издању у Северној Америци. Од тада је постао култни филм. Британски филмски институт је 1999. прогласио Бразил за 54. најбољи британски филм свих времена. Године 2017, анкета од 150 глумаца, редитеља, сценариста, продуцената и критичара за часопис Time Out показала је да је ово 24. најбољи британски филм икада.

## Радња
У дистопијској, загађеној, хиперконзумеристичкој, претерано бирократској тоталитарној будућности негде у 20. веку, Сем Лоури је службеник нижег ранга који често сања себе као крилатог ратника који спасава девојку у невољи. Једног дана, непосредно пре Божића, мува се заглавила у телепринтеру, који погрешно штампа копију налога за хапшење који је добијала. Ово доводи до хапшења и смрти током испитивања обућара Арчибалда Батла уместо одметнутог грејног инжењера и осумњиченог терористе Арчибалда Татла.
Сем открива грешку када сазна да је за хапшење одговоран погрешан банковни рачун. Посећује Батлову удовицу да јој врати новац, где угледа њену комшиницу са спрата Џил Лејтон, возачицу камиона, и запрепашћен је када открије да Џил подсећа на жену из његових снова. Сем махнито покушава да приђе Џил, али она нестаје пре него што он успе да је пронађе. Џил је покушавала да помогне госпођи Батл да утврди шта се догодило њеном мужу, али њене напоре је ометала бирократија. Без њеног знања, она се сада сматра Татловом терористичком саучесницом због покушаја да пријави незаконито хапшење Батла.
У међувремену, Сем пријављује квар на клима-уређају свог стана. Централна служба се показује као некооперативна, али тада му у помоћ неочекивано прискаче Татл, који је некада радио за Централну службу, али ју је напустио због своје несклоности према досадној и константној папирологији. Татл поправља Семов клима-уређај, али када два радника Централне службе, Спур и Даузер, стигну, Сем мора да их отера да би Татл побегао. Радници се касније враћају да сруше Семове канале и заплене његов стан под изговором да поправљају систем.
Сем открива да су записи о Џил поверљиви и да је једини начин да им се приступи унапређење у проналазача информација. Претходно је одбио унапређење које је подстакла његова високорангирана мајка Ајда, која је опседнута пластичном хирургијом за подмлађивање естетског хирурга др Џафа. Сем повлачи своје одбијање разговарајући са замеником министра, господином Хелпманом, на забави коју је организовала Ајда. Након што добије Џилину документацију, Сем је проналази пре него што буде ухапшена. Сем неспретно признаје љубав Џил, а они изазивају хаос док беже од владиних агената. Заустављају се у тржном центру и уплашени су терористичким нападом (део кампање која се одвија по граду), а онда долазе владини агенти и одводе Сема. Он се буди док је накратко задржан у полицијском притвору.
На послу, Сема грди његов нови шеф, господин Ворен, због недостатка продуктивности. Сем се враћа кући и открива да су два радника Централне службе одузела његов стан. Татл се тада појављује у тајности и помаже Сему да се освети Спуру и Даузеру тако што ће њихова заштитна одела напунити садржином канализације. Џил проналази Сема испред његовог стана и њих двоје се склањају у Ајдин празан дом. Сем фалсификује владину евиденцију како би указао на њену смрт, омогућавајући јој да побегне од потере. Њих двоје проводе ноћ заједно, али ујутру их влада ухапси под претњом оружјем. Сему је речено да је Џил убијена док се опирала хапшењу. Оптужен за издају због злоупотребе свог новог положаја, Сем је задржан у столици у великој, празној цилиндричној соби, да би га мучио његов стари пријатељ Џек Линт.
Док се Џек спрема да почне мучење, Татл и други чланови отпора упадају у Министарство, пуцајући у Џека, спасавајући Сема и дижући у ваздух зграду Министарства. Сем и Татл беже заједно, али Татл нестаје испод гомиле папира из уништене зграде. Сем наилази на сахрану Ајдине пријатељице, која је умрла након неуспешне естетске операције. Сем открива да његова мајка сада личи на Џил, и да је превише заузета причајући са младићима да би бринула о невољи свог сина. Владини агенти ометају сахрану, а Сем пада у отворени ковчег. Кроз црну празнину слеће на улицу из својих снова и покушава да побегне полицији и чудовиштима пењући се на гомилу савитљивих канала. Отварајући врата, пролази кроз њих и изненађен се налази у камиону који вози Џил. Њих двоје заједно напуштају град. Међутим, овај „срећан завршетак” је заблуда: открива се да је Сем још увек везан за столицу за мучење. Схвативши да је Сем пао у непоправљиво лудило, Џек и господин Хелпман га проглашавају изгубљеним случајем и напуштају собу. Сем остаје у столици, смеши се и певуши себи у браду песму „Aquarela do Brasil”.

## Улоге

### Главне улоге
- Џонатан Прајс као Сем Лоури. Прајс је ову улогу описао као врхунац своје каријере, заједно са оном Литона Стречија у Карингтону.[18] Том Круз је такође разматран за улогу.[19]
- Ким Грајст као Џил Лејтон. Гилијамов први избор за улогу била је Елен Баркин; разматране су и Џејми Ли Кертис, Ребека Де Морнеј, Реј Дон Чонг, Џоана Пакула, Розана Аркет, Кели Макгилис и Мадона.[20] Гилијам је наводно био незадовољан Грејстиним наступом, па је као резултат тога одлучио да исече или монтира неке од њених сцена.[20]
- Роберт де Ниро као Арчибалд „Хари” Татл. Де Ниро је и даље желео улогу у филму након што му је ускраћена улога Џека Линта, па му је Гилијам понудио мању улогу Татла.[21]
- Кетрин Хелмонд као Ајда Лоури. Према Хелмондовој, Гилијам ју је назвао и рекао: „Имам улогу за тебе и желим да дођеш и урадиш је, али нећеш изгледати баш лепо у њој.” Шминку је нанела Гилијамова супруга Меги. Током продукције, Хелмондова је проводила десет сати дневно са маском залепљеном на лице; снимање њених сцена је морало да буде одложено због жуљева које је то изазвало.[22]
- Ијан Холм као господин Курцман, Семов шеф
- Боб Хоскинс као Спур, инжењер за грејање запослен у влади, који презире Харија Татла
- Мајкл Пејлин као Џек Линт. Роберт де Ниро је прочитао сценарио и изразио интересовање за ову улогу, али је Гилијам већ обећао улогу Пејлину, пријатељу и редовном сараднику. Пејлин је описао лик као „неког ко је био све оно што лик Џонатана Прајса није: он је стабилан, има породицу, сталожен је, лежеран, вредан, шармантан, друштвен – и потпуно бескрупулозан. То је био начин за који смо осећали да можемо да извучемо зло у Џеку Линту.”[23]
- Ијан Ричардсон као господин Ворен, Семов нови шеф у проналажењу информација
- Питер Вон као Јуџин Хелпман, заменик министра информисања

### Споредне улоге
- Џим Бродбент као др Луис Џаф
- Брајан Милер као Арчибалд Батл
- Шила Рид као Вероника Батл
- Сајмон Неш као Батлов син
- Барбара Хикс као госпођа Терејн
- Кетрин Погсон као Ширли Терејн
- Брајан Прингл као Спиро
- Дерик О’Конор као Даузер
- Елизабет Спендер као Алисон „Барбара” Линт
- Дерек Дедман и Најџел Планер као Бил и Чарли
- Чарлс Макиун као Лајм
- Горден Кеј као портир

## Продукција

### Сценарио
Гилијам је развио причу и написао први нацрт сценарија са Чарлсом Алверсоном, који је био плаћен за свој рад, али је на крају остао непотписан у крајњем филму. Скоро 20 година Гилијам је порицао да је Алверсон дао било какав материјални допринос сценарију. Међутим, када је први нацрт објављен и када су оригинални документи изашли из Алверсонових досијеа, Гилијам је невољно променио своју причу. Тада је било прекасно за потпис на филму или за уврштавање на неуспелу номинацију за Оскара за Алверсона; он је рекао да му не би сметала номинација за Оскара, иако није много размишљао о сценарију или готовом филму. Гилијам, Макиун и Стопард су сарађивали на даљим нацртима. Бразил је развијен под насловима Министарство и 1984 ½ ; потоњи се није односио само на Орвелов роман Хиљаду деветсто осамдесет четврта, већ и на 8½ у режији Федерика Фелинија; Гилијам је често наводио Фелинија као један од одлучујућих утицаја на његов визуелни стил. Током продукције филма коришћени су и други радни наслови, укључујући Министарство мучења, Како сам научио да живим са системом—до сада, и Значи зато је буржоазија ужасна, пре него што је изабран Бразил, у вези са називом песме „Aquarela do Brasil”.
У интервјуу са Салманом Рушдијем, Гилијам је изјавио:
Бразил је дошао управо из тог времена, од приближавања 1984. То се назирало. У ствари, оригинални назив филма био је 1984 ½ . Фелини је био један од мојих великих богова и била је 1984, па сам одлучио да их спојим. Нажалост, тај гад Мајкл Радфорд је направио филм Хиљаду деветсто осамдесет четврта, тако да сам био одуван.
Гилијам је понекад овај филм помињао као други у својој „Трилогији маште”, која почиње са Временским бандитима (1981), а завршава се са Авантурама барона Минхаузена (1988). Сви говоре о „лудости нашег неспретно уређеног друштва и жељи да се од њега побегне на било који начин”. Сва три филма се фокусирају на ове борбе и покушаје да им се побегне кроз машту — Временски бандити, очима детета, Бразил, очима човека у тридесетим годинама, и Минхаузен, очима старијег човека. Гилијам је 2013. такође Бразил назвао првим делом дистопијске сатиричне трилогије коју формира са Дванаест мајмуна (1995) и Нултом теоремом (2013) (иако је касније негирао да је ово рекао).
Гилијам је изјавио да је Бразил био инспирисан Хиљаду деветсто осамдесет четвртом Џорџа Орвела — за коју је признао да никада није прочитао — али да је написан из савремене перспективе, а не гледајући у будућност као што је Орвел учинио. По Гилијамовим речима, његов филм је био „Хиљаду деветсто осамдесет четврта за 1984.” Критичари и аналитичари су указали на многе сличности и разлике између ова два дела, на пример, за разлику од Винстона Смита, дух Сема Лоурија није капитулирао док је потонуо у потпуну кататонију. Крај филма има снажну сличност са кратком причом „Појава на мосту Аул Крик” Емброуза Бирса. Трагикомични тон и филозофија филма имају много сличности са апсурдистичком драмом, жанром за који је косценариста Бразила Том Стопард надалеко познат.

### Сценографија
Мајкл Аткинсон из The Village Voice-а је написао: „Гилијам је схватио да сви футуристички филмови на крају чудно евоцирају наивну прошлост у којој су настали, и претворио је принцип у кохерентну комичну естетику.” У другој верзији сценарија, Гилијам и Алверсон су овако описали радњу филма: „Није ни будућност ни прошлост, а ипак по мало од сваког. Није ни исток ни запад, али може бити Београд или Сканторп током кишовитог дана у фебруару. Или Сисеро, Илиноис, виђен кроз дно пивске флаше.” У документарном филму Рађење Бразила из 1988, Гилијам је рекао да је увек објашњавао да се филм дешава „свуда у 20. веку, шта год то значило, на граници Лос Анђелеса/Белфаста, шта год то значило”. Пнеуматске цеви су честа појава током целог филма.
Резултат је анахронистичка технологија, „поглед на то како су 1980-е могле изгледати из перспективе филмског ствараоца из 1940-их” коју су колеге филмски ствараоци Жан-Пјер Жене и Марк Каро назвали „ретро-футуризмом”. То је мешавина стилова и сценографија изведених из филмова Фрица Ланга (посебно Метрополис и М) или ноар филмова са Хамфријем Богартом у главној улози: „С друге стране, Семова стварност има ноар осећај из 1940-их. Неке секвенце су снимљене да подсећају на слике Хамфрија Богарта у лову, а један лик (Харви Лајм) може бити назван као омаж Харију Лајму из Трећег човека.” Одређени број рецензената је такође видео изразит утицај немачког експресионизма, као основног, кошмарнијег, претходника филма ноар из 1940-их, уопштено у томе како је Гилијам користио осветљење и сценографију. Кратка секвенца пред крај, у којој борци отпора беже од владиних војника на степеницама Министарства, одаје почаст секвенци Одеских степеница у филму Оклопњача Потемкин (1925) Сергеја Ајзенштајна. Постоје јаке референце на прекомпликовану хумористичку машинерију британског илустратора В. Хита Робинсона, објављену између 1915. и 1942. године. Гротескни сетови су засновани на сликама Георга Гроса из Берлина 1920-их.
Дизајн осветљења и сценографије је у комбинацији са Гилијамовом чувеном опсесијом за веома широка сочива и нагнуте углове камере; имајући неуобичајено широку ширину за публику навикнуту на мејнстрим холивудске продукције, Гилијам је направио широкоугаоне снимке филма са 14 mm, 11 mm и 9,8 mm сочивима, при чему је последњи био недавна технолошка иновација у то време као један од прва сочива те кратке жижне даљине која нису била „рибље око”. У ствари, током година, објектив од 14 мм постао је неформално познат као „Гилијам” међу филмским ствараоцима због тога што га је редитељ често користио почев од Бразила.
Многе спољашње сцене филма снимане су у стамбеном комплексу „Les Espaces d'Abraxas” у Ноази ле Грану у близини Париза, који је дизајнирала компанија Ricardo Bofill Taller de Arquitectura.
Нумерација обрасца 27Б/6, без које мајстори Одељења за централну службу не могу да обављају никакав посао, алузија је на стан Џорџа Орвела на Кенонбери скверу 27Б у Лондону (уз шест полуетажа степеница), где је живео док је писао делове Хиљаду деветсто осамдесет четврте.

### Музика
Џеф Малдор је извео верзију најпознатије песме Арија Бароза из 1939. „Aquarela do Brasil” („Акварел Бразила”, која се често назива једноставно „Бразил”). Песма је музичка ода бразилској домовини. Џеф Малдор користи песму као лајтмотив у филму, иако се користи и друга позадинска музика. Аранжман и оркестрација Барозоове песме за Бразил Мајкла Камена учинили су је флексибилнијом за укусе с краја 20. века до те мере да је композитори филмских трејлера често користе у контекстима који немају много везе са Бразилом, а више са Гилијамовом дистопијском визијом. Камен, који је написао музику за филм, првобитно је снимио песму „Бразил” са Кејт Буш. Овај снимак није био укључен у крајњи филм или оригиналну музику; међутим, накнадно је објављен након поновног пресовања звучног записа. Гилијам се присећа да је црпео инспирацију за коришћење песме на следећи начин:
Ово место је било металуршки град, где је све било прекривено сивом металном прашином... Чак је и плажа била потпуно прекривена прашином, било је стварно сумрачно. Сунце је залазило и било је веома лепо. Контраст је био изузетан. Имао сам слику човека који седи тамо на овој ужасној плажи са преносивим радиом, подешен на оне чудне ескапистичке латино песме попут Бразила. Музика га је некако одвукла и учинила да му свет делује мање плаво.
Силвија Албертаци, у свом чланку „Локација Бразила Салмана Рушдија. Имагинарне домовине фантастичне књижевности”, још више наглашава важност коју је звучна подлога имала на заплет и значење филма. Она сугерише „... на почетно питање 'где је Гилијамов Бразил?', може се одговорити, сасвим буквално, 'У песми'; баш као што је у песми да постоји онај свет где „сви падају у дечијим играма”.

## Објављивање
Филм је продуцирала компанија Арнона Милчана Embassy International Pictures. Гилијамов оригинални рез филма траје 142 минута и завршава се мрачном нотом. Ову верзију је 20th Century Fox објавио у Европи и на међународном нивоу без проблема; међутим, дистрибуцијом у САД управљао је Universal Pictures, чији су руководиоци сматрали да је крај лош. Председник компаније Сид Шејнберг инсистирао је на драматичној ремонту филма како би се добио срећан крај, и предложио је да се тестирају обе верзије како би се видело која ће добити бољи резултат. У једном тренутку на филму су радила два монтажерска тима, један без Гилијамовог знања. Као и код научнофантастичног филма Истребљивач (1982), који је објављен три године раније, студио је креирао верзију Бразила са завршетком који је погоднији за биоскопску публику.
После дужег одлагања без икаквих знакова да ће филм бити издат, Гилијам је објавио оглас на целој страни у часопису Variety позивајући Шејнберга да објави Бразил у намераваној верзији. Шејнберг је јавно говорио о свом спору са Гилијамом у интервјуима и објавио сопствену рекламу у Daily Variety-у нудећи продају филма. Гилијам је водио приватне пројекције Бразила (без одобрења студија) за филмске школе и локалне критичаре. Исте вечери када је у Њујорку премијерно приказан филм Моја Африка, Бразил је добио награде Удружења филмских критичара Лос Анђелеса за најбољи филм, најбољи сценарио и најбољу режију. Ово је навело Universal да коначно пристане на објављивање модификоване 132-минутне верзије коју је надгледао Гилијам, 1985. године.

## Пријем
На сајту Rotten Tomatoes, филм има рејтинг одобравања од 98% на основу 47 рецензија са просечном оценом 8,7/10. Критички консензус сајта гласи „Бразил, визионарска орвеловска фантазија Терија Гилијама, је смела мрачна комедија, испуњена чудним, маштовитим визуелним приказима”. На сајту Metacritic има оцену 84 од 100 на основу 18 рецензија, што указује на „универзално признање”.
Критичар Los Angeles Times-а Кенет Туран описао је филм као „најмоћнији комад сатиричног политичког филма од Доктора Стрејнџлава”. Џенет Маслин из новина The New York Times била је веома позитивна према филму по изласку, рекавши да је „Бразил Терија Гилијама, као живахна, духовито посматрана визија изузетно суморне будућности, одличан пример моћи комедије да подвуче озбиљне идеје, чак и свечане”.
Роџер Иберт је био мање ентузијастичан у Chicago Sun-Times-у, дајући филму две од четири звездице и тврдећи да га је „тешко пратити”. Сматрао је да филму недостаје самопоуздање схватања улога његових ликова у причи „преплављеној разрађеним специјалним ефектима, сензационалним сетовима, апокалиптичним сценама разарања и општем недостатку дисциплине”. Иберт је позитивно писао о одређеним сценама, посебно о оној у којој се „Сам усели у половину канцеларије и нађе се увучен у потезање свог стола са човеком са друге стране зида. Подсетио сам се на Чаплинов филм, Модерна времена, и подсетио, такође, да су у Чаплину економија и једноставност биле врлине, а не непријатељ.”
Колин Гринленд је рецензирао Бразил за часопис Imagine и изјавио да је то „одважна, претерана визија, мрачно смешна и мрачно истинита”.

### Награде
Године 2004. Total Film је прогласио Бразил за 20. најбољи британски филм свих времена. Године 2005. филмски рецензенти часописа Time Ричард Корлис и Ричард Шикел уврстили су Бразил на листу 100 најбољих филмова свих времена. Године 2006. Channel 4 је изгласао Бразил за један од „50 филмова које треба видети пре него што умрете”, непосредно пре емитовања на каналу Film4. Филм се такође налази на 83. месту на листи 500 најбољих филмова свих времена часописа Empire.
Wired је рангирао Бразил на 20. место листе најбољих научнофантастичних филмова. Entertainment Weekly је навео Бразил као шести најбољи научнофантастични медиј објављен од 1982. године. Овај часопис је такође рангирао филм на 13. место своје листе 50 најбољих култних филмова.
Филм је био номинован за два Оскара, за најбољи оригинални сценарио и најбољу сценографију (Норман Гарвуд и Меги Греј).
Према Гилијаму у интервјуу са Клајвом Џејмсом у његовом онлајн програму Причање у библиотеци, Бразил је – на његово изненађење – наводно омиљени филм крајње деснице у Америци.

### Кућни медији
Бразил је четири пута издао The Criterion Collection, као бокс са пет LaserDisc дискова 1996, DVD бокс сет са три диска 1999. и 2006, DVD са једним диском 2006. и Blu-ray сет са два диска 2012. године, а сви су имали следеће специјалне додатке: 142-минутни рез филма (који Гилијам назива „пети и последњи рез”), Шејнбергову 94-минутну верзију за синдицирану телевизију и разне галерије и кратке филмове.
Blu-ray 132-минутна америчка верзија филма објављена је у САД 12. јула 2011. од стране компаније Universal Pictures. Она садржи само ту верзију филма и нема специјалних додатака.

## Наслеђе

### Филм
Други филмови који су црпели инспирацију из кинематографије, уметничког дизајна и целокупне атмосфере Бразила укључују филмове Деликатеси (1991) и Град изгубљене деце (1995) Жан-Пјера Женеа и Марка Кароа, Браћа Супер Марио (1993) Рокија Мортона и Анабел Џанкел, Велики скок (1994) браће Коен, и Мрачни град (1998) Алекса Пројаса.
Сценографија и стил осветљења филма Бетмен (1989) Тима Бертона поређени су са Бразилом. Бертон и сценограф Антон Ферст проучавали су Бразил пред снимање Бетмена.
Завршетак филма Нила Маршала Ужас из дубине (2005) био је у великој мери инспирисан Бразилом, као што је Маршал објаснио у једном интервјуу:
Оригинални завршетак Бразила био је огромна инспирација за оригинални завршетак Ужаса из дубине – идеја да неко споља може полудети, али изнутра да изнутра нађе срећу.
Филм Ратови звезда: Последњи џедаји (2017) је такође био у великој мери инспирисан Бразилом, како у сценографији, тако и у својим темама. Планета Канто Бајт је естетски слична Бразилу. Оба филма такође деле неколико тема, показујући амбивалентност богатих у суочавању са светом који се распада и друштвом које није свесно сукоба који их окружује. Директна референца на филм се може чути када су Фин и Роуз ухапшени због прекршаја 27Б/6 у вези са паркирањем, што подсећа на формулар 27Б/6 без којег мајстори Одељења за јавне радове не могу да обављају посао. Још једна референца се може чути у музици филма, јер тема Канто Бајта коју је компоновао Џон Вилијамс укратко даје узорке песме „Aquarela do Brasil”, што га чини једним од ретких случајева када је музика Ратова звезда укључила песму изван тог филмског универзума.

### Телевизија
Сценографија Управе за временске варијације приказане у Disney+ серији Локи инспирисана је „забавном научно-фантастичном бирократијом” и елементима дистопије Министарства информисања из Бразила.

### Технологија
Високотехнолошка естетика Бразила инспирисала је сценографију стана Макса Коена у филму Пи. Бразил је такође послужио као инспирација за филм Изненадни ударац (2011), и препознат је као инспирација за писце и уметнике стимпанк субкултуре.
Дистопијска премиса видео игре We Happy Few из 2018. у великој мери је инспирисана Бразилом.